# Eunidia rufolineata
Eunidia rufolineata là một loài bọ cánh cứng trong họ Cerambycidae.